# Gåsören, Österbotten
Gåsören är en udde i Finland. Den delas av kommunerna Karleby och Kronoby i landskapet Österbotten, i den centrala delen av landet, 400 km norr om huvudstaden Helsingfors.
Terrängen inåt land är mycket platt. Havet är nära Gåsören åt sydväst. Runt Gåsören är det glesbefolkat, med 8 invånare per kvadratkilometer. Närmaste större samhälle är Karleby, 12,5 km nordost om Gåsören. I omgivningarna runt Gåsören växer i huvudsak blandskog.